# Belisario Kopp Abraham
Belisario Kopp Abraham (Villa Carlos Paz, Córdoba, 6 de junio de 2000) es un deportista de vela, en la especialidad windsurf, referente de este deporte a nivel nacional, y participante de los Juegos Olímpicos de la Juventud 2018.

## Títulos
Fue Campeón Argentino 2016 y 2017. Además, consiguió el bicampeonato Sudamericano 2017 y 2018. En el Campeonato Sudamericano de Perú en 2018, lideró la tabla desde el comienzo hasta el final de la competencia.

## Juegos Olímpicos de la Juventud 2018
Belisario Kopp se clasificó a los Juegos Olímpicos de la Juventud de Buenos Aires 2018 al finalizar en el 1° puesto en el Selectivo Nacional de Bic Techno Plus en San Isidro. En total, sumó 127 puntos, tras conseguir el tercer lugar en la séptima regata de la especialidad. Como parte de su preparación para esta cita, el cordobés pasó los ocho meses previo a los JJOO en Buenos Aires, entrenando en el Río de la Plata. Finalizó el torneo en el lugar 12° de la clasificación general.